# Mélanie l'Ancienne
Pour les articles homonymes, voir Mélanie et Sainte Mélanie.
Mélanie l'Ancienne, l'une des sainte Mélanie, est une sainte chrétienne faisant partie des Mères du désert, et abbesse d'un monastère à Jérusalem sur le mont des Oliviers à la fin du IVe siècle. 

## Historique
Mélanie dite l'Ancienne (v. 350 - v. 410), veuve d'un Préfet romain, Valerius Maximus Basilius, est la mère de Publicola, le père de Mélanie la Jeune. C'est à la suite de ses conseils que sa petite fille avec l'accord de Pinien (en), son mari, affranchit leurs esclaves (estimé à 8 000) et vendit leurs biens et  pour faire don du produit de la vente à des monastères et églises.
Après avoir successivement perdu son mari et deux de ses fils, Mélanie l'Ancienne, de plus en plus pieuse, décida vers 372 de se retirer en Basse-Égypte dans le désert de Nitrie. C'est alors qu'elle fit la visite des différentes implantations cénobitiques en compagnie de Rufin d'Aquilée.
Puis elle rejoignit Jérusalem ou elle rencontra Évagre le Pontique (346-399) qu'elle va convaincre d'embrasser la vie monastique.
Vers 380, elle fonda le monastère double du mont des Oliviers, que sa petite fille améliorera et rendra encore davantage célèbre.
Durant son parcours spirituel, elle rencontra saint Jérôme. Une mésentente la fit « renier » par le saint. Elle rencontra aussi Pallade de Galatie, qui en fit ses louanges.

## Fête liturgique
- Mélanie l'Ancienne est fêtée le 26 janvier[5].